# Smartfish

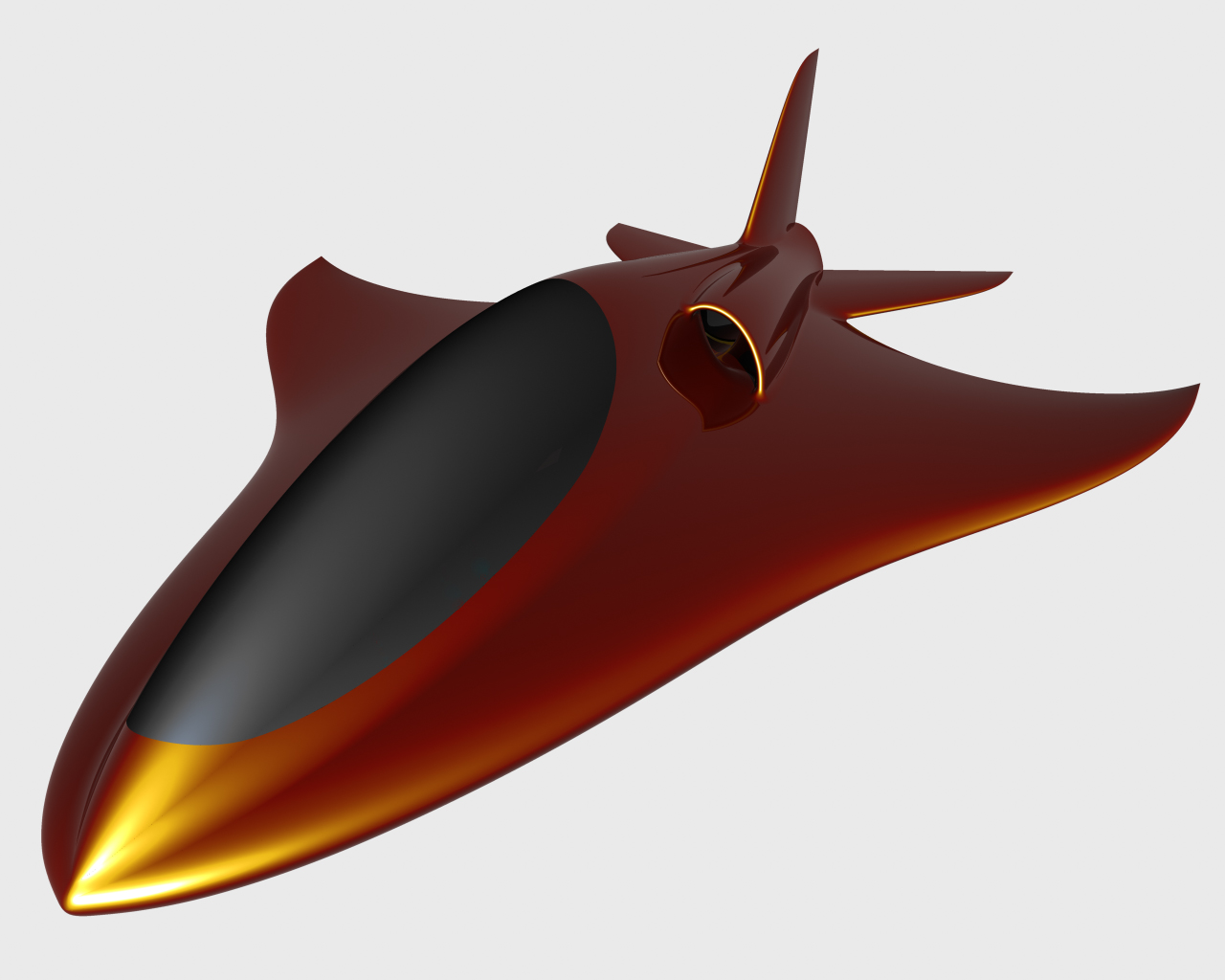
Der Smartfish

Smartfish ist ein Experimentalflugzeug, das ein neues Konzept für eine Lifting-Body-Konstruktion darstellt. Entwickelt wurde das Projekt vom Schweizer Konrad Schafroth.
Der Smartfish basiert nicht auf dem Prinzip des Vogelfluges, sondern nimmt sich den Thunfisch zum Vorbild. Der Vorteil dieser Konstruktion ist, dass keine komplizierte Computertechnik mehr benötigt wird, um das Flugzeug stabil in der Luft zu halten, sondern dass dies alleine durch die Konstruktion selbst gewährleistet wird. Zudem kann das Gerät auf Landeklappen, Vorflügel und Spoiler verzichten, was es weniger anfällig für Störungen macht.
 Trotz dieser Vereinfachungen liegt die maximale Reichweite des geplanten Zweisitzers bei etwa 8000 Kilometer, die Reisegeschwindigkeit bei etwa Mach 0,9 und der Kerosinverbrauch bei circa 4,1 Liter pro Person und 100 Kilometer.
Zurzeit existieren vom Smartfish lediglich einige flugfähige Modelle. Im Frühjahr 2007 erfolgte der Erstflug des in Kooperation mit dem DLR entstandenen, von einer Brennstoffzelle angetriebenen Modells  HyFish.

## Ähnliche Flugzeugmuster
Boris Tscheranowski entwarf und baute in Russland zwischen 1923 und 1948 eine Reihe schwanzloser Flugzeuge. Eines seiner Konzepte, die BITsch-26, war von den äußeren Merkmalen her dem Smartfish sehr ähnlich. Allerdings kam die BICh-26 als Nurflügler ohne separates Höhenleitwerk aus.